# Юдин, Павел Львович
Па́вел Льво́вич Ю́дин (литературный псевдоним — П. Ю.; 6 [18] января 1864; станица Сакмарская, Оренбургская губерния, Российская империя — 2 февраля 1928; СССР) — русский историк-архивист, краевед и журналист. Хорунжий Оренбургского казачьего войска. Во время Первой мировой войны сначала в ополчении, затем военный корреспондент.
Член Оренбургской, Нижегородской и Саратовской учёных архивных комиссий, а также Петровского общества исследователей Астраханского края. Старший научный сотрудник Астраханского архивного бюро.

## Биография
Павел Юдин был родом из станицы Сакмарской 1-го Военного отдела Оренбургского казачьего войска. В юности получил высшее образование по специальности «архивист». Также окончил Оренбургское казачье юнкерское училище по 2 разряду. 1 (13) января 1881 года поступил на военную службу. 29 сентября (11 октября) 1884 года получил чин хорунжего.

### В Нижнем Новгороде
С 1896 года Юдин проживал с Нижнем Новгороде, при этом продолжая состоять по Оренбургскому казачьему войску. Там он был избран членом Нижегородской губернской учёной архивной комиссии.

### В Астрахани
В 1898 году Юдин переехал в Астрахань, где поступил письмоводителем в мужскую гимназию. В то же время он работал в Астраханском губернском архиве. Там Юдин применил новую систему описания и хранения документов. Сводный реестр всех описей и дел он составлял по важности материала. Наиболее интересные исторические моменты Юдин публиковал в местных газетах, снабжая их собственными комментариями. В то же время Юдину приходилось исполнять свои прямые обязанности в гимназии по обычным, и зачастую маловажным, хозяйственным вопросам и только по окончании своей работы там он направлялся в губернский архив, где работал до полуночи. Результаты проделанных Юдиным работ были высоко оценены Петровским обществом исследователей Астраханского края и 30 декабря 1899 года (11 января 1900) он был избран его действительным членом.
В 1901 году Юдин «загорелся идеей» издать в Симбирске первую частную газету под названием «Поволжье». По его замыслу газета должна была быть чуждой «всякой тенденциозности и шутовства», а предназначалась исключительно для освещения истории, этнографии и статистики Симбирского края и от части сопредельных с ним областей Поволжья, Закамья и Приуралья. Весной того же года он обратился к губернатору Симбирской губернии В. Н. Акинфову с просьбой помочь в реализации его проекта. Последний изначально искренне поддержал предложенную Юдиным идею по созданию данного межрегионального издания, отмечая при этом, что «за отсутствием в Симбирске ежедневного периодического издания, как местные жители, так и приезжающие… лица вынуждены пользоваться исключительно столичными газетами, которые приходят не ранее как на третий день, почему издание местной газеты признавалось бы желательным», а также заверил в том, что «…В отношении цензурирования газеты, в случае её разрешения, препятствий не имеется». Однако по неким причинам проект Юдина так и остался нереализованным.

### В Самаре, Саратове
В том же 1901 году Юдин переехал в Самару, где также устроился в гимназию, но в связи с обострением отношений с её директором Смольяниновым в следующем году переехал в Саратов, где поступил делопроизводителем в Саратовское общество судоходства. В Саратове он был избран членом Саратовской учёной архивной комиссии, в составе которой проводил работы по сбору и анализу архивных материалов по истории края.
Во время революции 1905 года Юдин был секретарём в редакции саратовской газеты «Голос правды». В том же году подвергся аресту. Когда был освобождён неизвестно, но тот арест отразился на его будущей карьере (до революции 1917 года) не в лучшую сторону.
В 1910 году Юдин был включён в состав Терского общества любителей казачьей старины и в июне того же года по рекомендации командира 1-го Астраханского казачьего полка полковника И. А. Бирюкова он был командирован в Астрахань для работ по «извлечению материалов», касающихся истории Терского казачьего войска. Ещё в 1909 году в рамках подготовки к 300-летию династии Романовых была активизирована работа по сбору материала для написания истории Терского войска, к которой были привлечены различные специалисты, но их поиск не давал существенных результатов. В своём письме на имя координатора работ начальника войскового штаба генерал-майора Ф. Г. Чернозубова от 16 июня 1910 года И. А. Бирюков писал:

«Передать же дело Юдину значит передать в хорошие руки. Он отлично знаком с архивным делом вообще и с Астраханским архивом в частности и я уверен, что он исполнит поручение как нельзя лучше»
Астраханский архив в то время был катастрофически запущен. Пол, полки и сами дела были покрыты толстым слоем пыли. Часть архивных дел, представлявшая наибольший интерес, находилась в подвальном помещении и зачастую была свалена общей кучей. От сырости бумаги были на половину сгнившими. По словам Юдина «Многие дела сгнили и истлели, так что листы крошатся и ломаются от прикосновения». Плюс ко всему, в подвале не было освещения и отсутствовали описи в хранилищах. Не было также и нужного помещения для разбора дел. Юдину приходилось их просматривать сидя на корточках или стоя возле двери поближе к свету. Однако, несмотря на сопутствующие трудности, он с особым энтузиазмом работал с материалами. По его словам, они являлись памятником «доблести дедов». В день Юдин проделывал огромный объём работы. Из-за длительного нахождения в сыром подвале и ударивших в январе 1911 года сильных морозов (до −24 °C) Юдин серьёзно заболел, в связи с чем вынужден был приостановить работу в архиве.
19 апреля (2 мая) 1911 года Юдин завершил сбор материалов для составления истории терского казачества. Результаты проведённых Юдиным 10-месячных работ были высоко оценены начальником Терской области генерал-лейтенантом А. С. Михеевым, начальником штаба Терского казачьего войска генерал-лейтенантом Ф. Г. Чернозубовым и другими должностными лицами. Последний в частности отмечал, что «Произведённые им [Юдиным] изыскания превзошли всякие наши ожидания».
Вернувшись в Саратов, Юдин составил хронологическую и валовую («пошкапную») описи к собранным им материалам. После этого он собрался отправиться во Владикавказ с докладом для Терского общества любителей казачьей старины по теме «Астраханский архив и его материалы», однако в мае 1911 года генерал-лейтенант Ф. Г. Чернозубов пригласил его переехать туда на постоянное место жительства.

### Во Владикавказе
В 1911 году Юдин, продав в Саратове свою небольшую типографию, в начале лета с семьёй переехал во Владикавказ. Предположительно в тот же период он подал в отставку. Во Владикавказе Юдин стал действительным членом Терского общества любителей казачьей старины. Продолжал заниматься архивными работами. Вместе с краеведом С. Ф. Головчанским и другими сотрудниками он разбирал материалы Кизлярского архива. Составлял описи и подготавливал карточный каталог.
В 1912 году Юдинн ездил в Москву, где в архивах Министерства иностранных дел, Дворцовой и Оружейной палат, в Юридическом архиве искал материалы по истории казачества.
По завершении сбора документов по истории казачества с Юдиным был произведён полный расчёт и выплата жалований прекратилась, что поставило его семью в бедственное положение. В своём письме Ф. Г. Чернозубову от 17 июня 1913 года он писал: «Терское войсковое начальство хочет от меня отделаться, хотя на работу к нему я не напрашивался… Не могу же я с семьёй питаться воздухом». Впрочем, Юдин продолжал получать гонорары за статьи в «Терских ведомостях» и имел дополнительный (временный) заработок во Владикавказском городском общественном управлении. Наказной атаман Терского казачьего войска генерал-лейтенант С. Н. Флейшер, желая поправить затруднительное положение Юдина, рекомендовал его в Тифлис на должность редактора в Военно-исторический отдел штаба Кавказского военного округа, но безуспешно.

### Первая мировая война
Во время Первой мировой войны Юдин в 1915 году отправился ополченцем на турецкий фронт. С 1916 года на том же фронте служил военным корреспондентом. Прошёл боевой путь от Джульфы до Вана и от последнего до Баязета.

### Революция
По окончании в 1917 году военных действий русской армии на Кавказе Юдин вернулся во Владикавказ, где был назначен главным редактором созданной в мае того года газеты «Вперёд», которая освещала как особенности быта и истории терских казаков, так и основные революционные события на Тереке. Газета, однако, просуществовала лишь до конца 1917 года (до убийства атамана Терского казачьего войска М. А. Караулова).
Во время Октябрьской революции 1917 года Юдин переехал в Петровск (Махачкала). Сотрудничал в таких газетах, как «Горская жизнь», «Революционный горец», «Горская беднота», «Красная Ингушетия» и других.

### После революции
По состоянию на 1920 год Юдин продолжал проживать во Владикавказе. Работал агентом на бойне «Обкожи» (Терский областной комитет кожевенной промышленности). После образования во Владикавказе 4 августа того же года Терского областного архивного управления, Юдин 23 августа подал заявление о принятии его в данное учреждение по имеющимся у него специальности и опыту. Однако заведующий архивным управлением Г. А. Дзагуров официальным письмом от 2 сентября предложил Юдину должность рядового сотрудника и при условии, что он оставит работу в «Обкоже». Сведения о том, что Юдин устроился в архивное управление, отсутствуют. Так же он отсутствует и в списке сотрудников Терского областного комитета кожевенной промышленности.
В 1924 году Юдин вновь переехал в Астрахань, где работал старшим научным сотрудником в Астраханском архивном бюро. В 1925 году он принимал участие в работе 1-го съезда архивных деятелей РСФСР в Москве.
Умер 2 февраля 1928 года.

## Научно-литературная деятельность
Автор сотен научных статей и сообщений в различных отечественных и зарубежных изданиях и ряда отдельных брошюр. Его работы печатались на русском, украинском, французском и других языках.
Диапазон научных интересов Павла Юдина был достаточно широк, но особенно значительный вклад его работы внесли в изучение казачества. Юдиным были введены в научный оборот редкие и ценные документы, остававшиеся до того времени неисследованными, что по ныне позволяет более объективно взглянуть на многие неясные аспекты. Им было выявлено множество важных политических, социальных, экономических и культурных факторов в истории казачества XVI―XVIII веков.
При этом Юдин жёстко указывал на недопустимость использования в научных работах непроверенных фактов полулегендарного характера, что относилось как к прежним (А. И. Ригельман, И. Д. Попко, А. А. Скальковский и др.), так и современным Юдину (К. К. Абаза, В. А. Потто, М. П. Хорошхин, Ф. М. Стариков и др.) историкам казачьих войск. Единственным недостатком исследований Юдина являлись ошибки и неточности в географическом плане, что, впрочем, и по ныне не снижает ценности содержательной части его работ.
Статьи Юдина публиковались в таких журналах как: «Русская старина» (Санкт-Петербург), «Исторический вестник» (Санкт-Петербург), «Русский архив» (Москва), «Военный мир» (Москва), «Голос казачества» (Новочеркасск) и др., а также в таких изданиях как «Военно-исторический сборник» (Москва), «Терский сборник» (Владикавказ), «Записки Терского общества любителей казачьей старины» (Владикавказ), «Сборник общества любителей казачьей старины» (Владикавказ) и др.
Кроме того Юдин публиковал статьи и сообщения в таких дореволюционных газетах как: «Терские ведомости» (Владикавказ), «Кубанский казачий листок» (Екатеринодар), «Астраханский вестник» (Астрахань), «Московские ведомости» (Москва) и др., а после и в постреволюционных (включая печатного органа «Ленинское знамя») таких как: «Горская жизнь» (Баталпашинск [ныне Черкесск]), «Революционный горец» (Грозный), «Горская беднота» (Микоян-Шахар [ныне Карачаевск]), «Красная Ингушетия» (Владикавказ) и др.